# معاهدة المساعدة المتبادلة السوفييتية الليتوانية
معاهدة المساعدة المتبادلة السوفيتية الليتوانية (بالروسية: советско-литовский договор о взаимопомощи, romanized: sovetsko-litovskiy dogovor o vzaimopomoshchi وبالليتوانية: Lietuvos-Sovietų Sąjungos savitarpio pagalbos sutartis) كانت معاهدة ثنائية بين الاتحاد السوفييتي وليتوانيا أبرمت في 10 أكتوبر 1939. وبموجب الأحكام المنصوص عليها في المعاهدة، تستحوذ ليتوانيا على نحو خُمس منطقة فيلنيوس، بما في ذلك العاصمة التاريخية لليتوانيا، فيلنيوس، وفي المقابل تسمح بإنشاء خمس قواعد عسكرية سوفييتية تضم عشرين ألف جندي في جميع أنحاء ليتوانيا. في جوهرها كانت المعاهدة مع ليتوانيا مشابهة للغاية للمعاهدتين اللتين وقعهما الاتحاد السوفييتي مع إستونيا في 28 سبتمبر/أيلول، ومع لاتفيا في 5 أكتوبر/تشرين الأول. وفقًا للمصادر السوفيتية الرسمية، كان الجيش السوفييتي يعمل على تعزيز دفاعات دولة ضعيفة ضد الهجمات المحتملة من قبل ألمانيا النازية.  نصت المعاهدة على أن سيادة ليتوانيا لن تتأثر.  ومع ذلك، في الواقع فتحت المعاهدة الباب لأول احتلال سوفيتي لليتوانيا، ووصفتها صحيفة نيويورك تايمز بأنها "تضحية افتراضية بالاستقلال". 

## خلفية

### معاهدات ما قبل الحرب

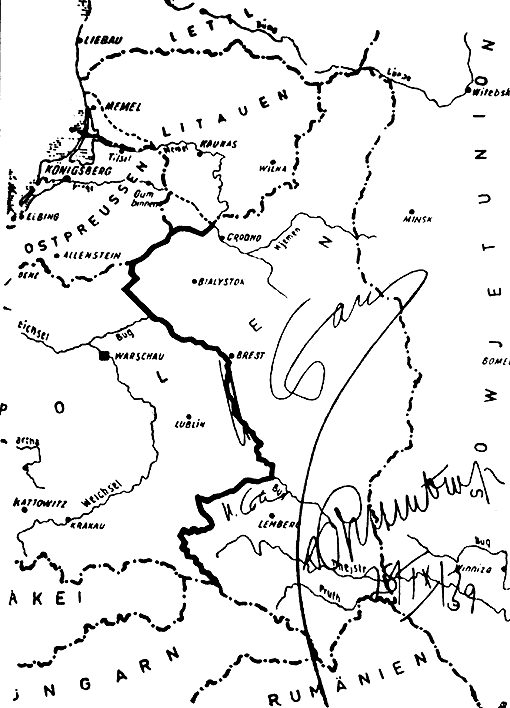
خريطة مرفقة بمعاهدة الحدود والصداقة الألمانية السوفييتية التي تقسم أوروبا الشرقية إلى مناطق نفوذ سوفييتية وألمانية

أعلنت ليتوانيا استقلالها عن الإمبراطورية الروسية في 16 فبراير 1918. في 12 يونيو 1920، وبعد انتهاء الحرب الليتوانية السوفيتية، تم توقيع معاهدة سلام سوفيتية ليتوانية. اعترف الاتحاد السوفييتي باستقلال ليتوانيا وحقها في منطقة فيلنيوس. كانت المنطقة متنازع عليها بشدة مع بولندا ودخلت تحت سيطرتها بعد تمرد زيليجوسكي في أكتوبر 1920. دُمجت بعد ذلك في جمهورية ليتوانيا الوسطى التي كانت كيانًا سياسيًا قصير العمر دون اعتراف دولي. تم التنازل عن المنطقة لبولندا في عام 1922 بموجب معاهدة ريغا بعد الحرب البولندية السوفيتية وتم تأكيد ذلك دوليًا من قبل عصبة الأمم.  رفض الليتوانيون الاعتراف بالسيطرة البولندية واستمروا في المطالبة بالحقوق القانونية والأخلاقية في المنطقة طوال فترة ما بين الحربين العالميتين. واصل الاتحاد السوفييتي دعم المطالبات الليتوانية ضد بولندا. كما دعم السوفييت مصالح ليتوانيا في منطقة كلايبيدا بعد ثورة كلايبيدا ووقعوا على ميثاق عدم الاعتداء السوفييتي الليتواني في عام 1926، ثم مددوه لاحقًا إلى عام 1944. 
في 23 أغسطس 1939، وقع الاتحاد السوفييتي وألمانيا النازية على ميثاق مولوتوف-ريبنتروب وقسموا أوروبا الشرقية إلى مناطق نفوذ. وفقًا للبروتوكولات السرية للاتفاقية، تم تعيين ليتوانيا ضمن نطاق النفوذ الألماني بينما تم تعيين لاتفيا وإستونيا، الدولتان الأخريان في منطقة البلطيق، ضمن نطاق النفوذ السوفييتي.  ويمكن تفسير هذه المعاملة المختلفة من خلال اعتماد ليتوانيا اقتصاديا على ألمانيا. كانت ألمانيا مسؤولة عن حوالي 80% من التجارة الخارجية لليتوانيا، وبعد الإنذار الألماني عام 1939 سيطرت على كلايبيدا، الميناء الوحيد في ليتوانيا.  كما أن ليتوانيا وروسيا لم يكن لديهما حدود مشتركة. 

### الحرب العالمية الثانية
في الأول من سبتمبر عام 1939، غزت ألمانيا بولندا. قام الفيرماخت بدفع القوات البولندية خلف الخط المتفق عليه مع السوفييت. استولى الألمان على محافظة لوبلين ومحافظة وارسو الشرقية.  عندما غزا الجيش الأحمر بولندا في 17 سبتمبر، سيطرت القوات السوفيتية على منطقة فيلنيوس، والتي تم الاعتراف بها لليتوانيا وفقًا للمعاهدات السوفيتية الليتوانية لعامي 1920 و1926.  ونتيجة لذلك، أعاد السوفييت والألمان التفاوض بشأن البروتوكولات السرية لمعاهدة مولوتوف-ريبنتروب. في 28 سبتمبر 1939، وقعوا معاهدة الحدود والصداقة.  وقد نصت الاتفاقية السرية على أن تعويض الاتحاد السوفييتي عن الأراضي البولندية المحتلة من قبل ألمانيا، يعني أن ألمانيا سوف تنقل ليتوانيا، باستثناء منطقة صغيرة في سوفالكيا، إلى دائرة النفوذ السوفييتي.  وكان تبادل الأراضي مدفوعًا أيضًا بالسيطرة السوفييتية على فيلنيوس: حيث كان بوسع الاتحاد السوفييتي أن يمارس نفوذًا كبيرًا على الحكومة الليتوانية، التي ادعت أن فيلنيوس هي عاصمتها القانونية.  في البروتوكولات السرية، اعترف كل من الاتحاد السوفييتي وألمانيا صراحةً بالمصلحة الليتوانية في فيلنيوس. 

## المفاوضات

### الموقف الأولي
في 29 سبتمبر، وهو اليوم التالي لمعاهدة الحدود والصداقة، ألغت ألمانيا المحادثات المخطط لها مع ليتوانيا وأبلغ الاتحاد السوفييتي ليتوانيا برغبته في فتح مفاوضات بشأن العلاقات المستقبلية بين البلدين.  وكان من المفترض أن تؤدي المفاوضات السوفييتية الليتوانية الجديدة إلى حل وضع منطقة فيلنيوس رسميًا.  وصل وزير الخارجية الليتواني جوزاس أوربشيس إلى موسكو في 3 أكتوبر/تشرين الأول للقاء القادة السوفييت. أثناء الاجتماع، أطلع جوزيف ستالين أوربشيس شخصيًا على البروتوكولات السرية السوفييتية الألمانية وأظهر له خرائط لمناطق النفوذ.  وطالب ليتوانيا بالتوقيع على ثلاث معاهدات منفصلة، والتي بموجبها: 
1. سيتم إنشاء قواعد عسكرية سوفييتية في ليتوانيا وسيتم نشر ما يصل إلى 50 ألف جندي سوفييتي هناك (اتفاق المساعدة المتبادلة الأصلي)؛
2. سيتم التنازل عن الأراضي الليتوانية الواقعة غرب نهر شيسوبي لألمانيا النازية (كما تم الاتفاق عليه بين ألمانيا والاتحاد السوفيتي في معاهدة الحدود والصداقة)؛
3. سيتم ضم جزء من منطقة فيلنيوس إلى ليتوانيا.

احتج أوربشيس على القواعد السوفييتية بحجة أن ذلك يعني احتلالًا افتراضيًا لليتوانيا.  وزعم السوفييت أن جيشهم سوف يحمي ليتوانيا من الهجمات المحتملة من ألمانيا النازية، وأن معاهدة مماثلة تم توقيعها بالفعل مع إستونيا. وزعم أوربسيس أن حياد ليتوانيا كان كافياً لضمان أمنها واقترح تعزيز الجيش الليتواني.  وبحسب العميد الليتواني موستيكيس، الذي رافقه، قال أوربسيس إن ليتوانيا رفضت ضم منطقة فيلنيوس، فضلاً عن رفض الحاميات السوفيتية. ورغم توتره، رد ستالين قائلاً: "بغض النظر عما إذا احتلتم فيلنيوس أم لا، فإن القوات السوفييتية ستدخل ليتوانيا على أي حال".  وفي النهاية، وافق السوفييت على خفض عدد القوات إلى 35 ألف جندي.  كما قام أوربشيس أيضًا بالمساومة على المزيد من الأراضي في منطقة فيلنيوس، وخاصة في محيط دروسكينينكاي وشفينسيونيس، وهي أراضٍ ذات تعداد سكاني ليتواني أكبر.  رد السوفييت بأن الحدود المرسومة بموجب معاهدة السلام لعام 1920 غير دقيقة وأن البيلاروسيين أيضًا طالبوا بالمنطقة.  وافق السوفييت مبدئيًا على نقل الأراضي التي يمكن إثبات وجود أغلبية ليتوانية فيها إلى ليتوانيا.  ومع ذلك، هدد السوفييت الليتوانيين بأنه إذا لم يقبلوا معاهدة المساعدة المتبادلة، فسيتم ضم فيلنيوس إلى جمهورية بيلاروسيا الاشتراكية السوفيتية.  وكان المطلب الأكثر إثارة للصدمة هو التنازل عن الأراضي الليتوانية لألمانيا.  قررت ليتوانيا تأجيل أي مفاوضات بشأن نقل الأراضي إلى ألمانيا حتى تعرب ألمانيا عن مطالب واضحة. 

### القبول

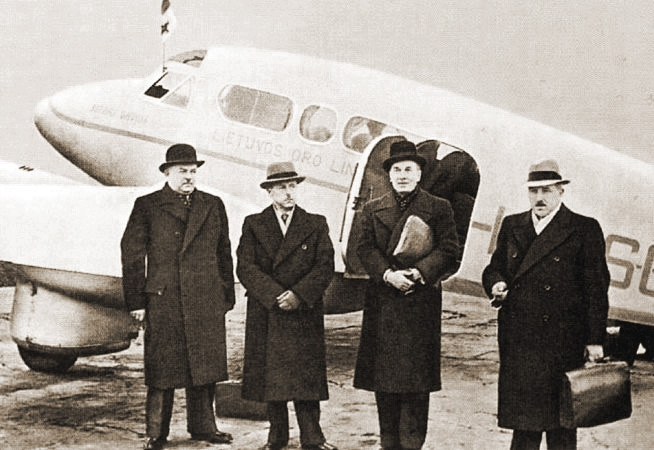
الوفد الليتواني قبل مغادرته إلى موسكو في 7 أكتوبر 1939. أوربشيس هو الثالث من اليسار.

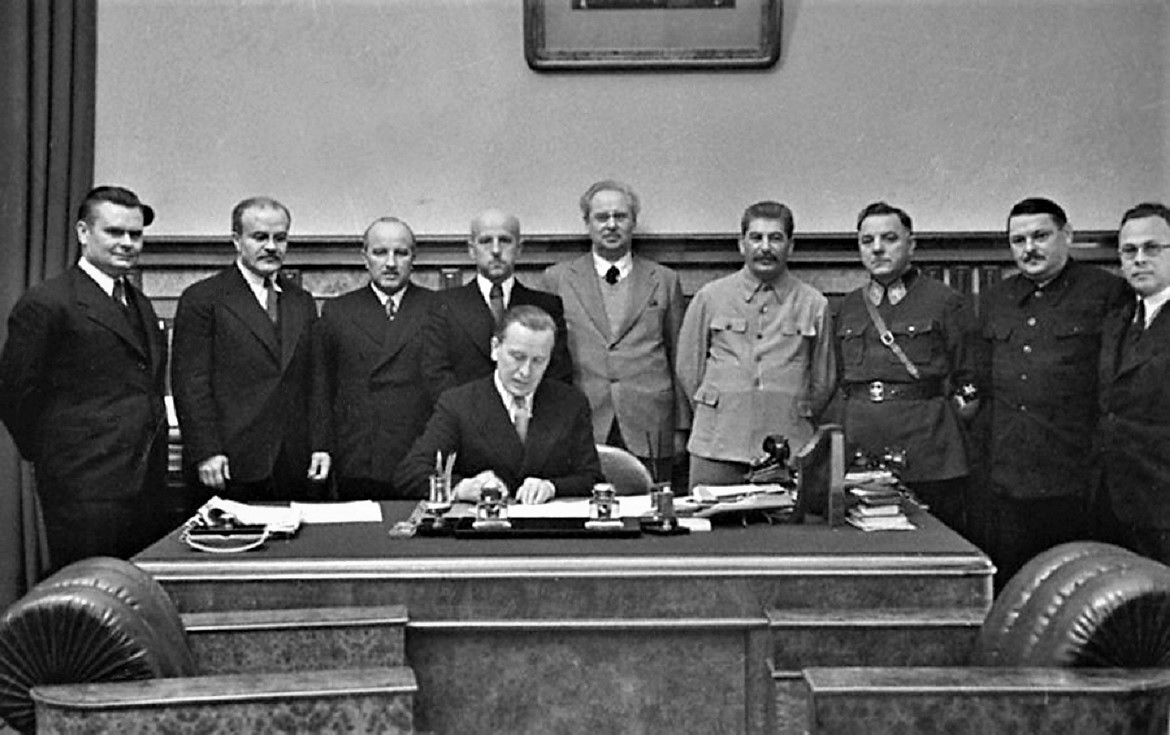
أوربشيس يوقع المعاهدة.

وعاد أوربشيس إلى ليتوانيا للتشاور مع الحكومة. وأكد المسؤولون الألمان أن البروتوكولات السرية كانت حقيقية، وأبلغوا الليتوانيين أن نقل الأراضي في سوفالكيا لم يكن مسألة عاجلة.  وفي نهاية المطاف، باعت ألمانيا النازية هذه المنطقة إلى الاتحاد السوفييتي مقابل 7.5 مليون دولار في 10 يناير 1941، في اتفاقية الحدود والتجارة الألمانية السوفييتية.  وافق الليتوانيون من حيث المبدأ على توقيع معاهدة المساعدة المتبادلة، لكن صدرت لهم تعليمات بمقاومة القواعد السوفيتية قدر الإمكان. وشملت البدائل مضاعفة الجيش الليتواني، وتبادل البعثات العسكرية، وبناء التحصينات على الحدود الغربية مع ألمانيا على غرار خط ماجينو في فرنسا.   في 7 أكتوبر، عاد الوفد الليتواني، بما في ذلك الجنرال ستاسيس راستيكيس ونائب رئيس الوزراء كازيس بيزاوسكاس، إلى موسكو.  رفض ستالين البدائل المقترحة، لكنه وافق على تقليص عدد القوات السوفييتية إلى 20 ألف جندي ــ وهو ما يعادل تقريبًا حجم الجيش الليتواني بأكمله.  أراد السوفييت التوقيع على المعاهدة في ذلك الوقت لإحياء الذكرى التاسعة عشرة لتمرد جيليغوسكي وخسارة ليتوانيا لمدينة فيلنيوس.  وقد أدت المظاهرات السياسية التي نُظمت في فيلنيوس للمطالبة بضم المدينة إلى جمهورية بيلاروسيا الاشتراكية السوفيتية، إلى زيادة الضغوط على الليتوانيين ومنحتهم شعورًا بالإلحاح.   رفض أوربسيس التوقيع وتراجعت المحادثات للمرة الثانية.
وفي ليتوانيا، أبدى الرئيس أنتاناس سميتونا شكوكه في جدوى الحصول على فيلنيوس بهذا الثمن، وناقش إمكانية وقف المفاوضات.  وأكد بيزاوسكاس أن رفض المعاهدة لن يمنع الاتحاد السوفييتي من تنفيذ خطته. وكان الاتحاد السوفييتي قد هدد بالفعل إستونيا باستخدام القوة في حالة رفضها لمعاهدة المساعدة المتبادلة  وكان يحشد قواته في منطقة فيلنيوس في الشرق وفي لاتفيا في الشمال.  وفي ضوء ذلك، قررت الحكومة المطالبة بأكبر قدر ممكن من الأراضي. ومع ذلك، عندما عاد الوفد إلى موسكو، وجد أن الجو قد تغير.  كان السوفييت غير مرنين، ورفضوا إجراء المزيد من المفاوضات، وهددوا الوفد للتوقيع على المعاهدة. وقد قدموا مشروعًا جديدًا، يجمع بين ميثاق المساعدة المتبادلة ونقل فيلنيوس في اتفاقية واحدة.  ولم يكن أمام الوفد الليتواني خيار سوى التوقيع على المعاهدة المقترحة. بعد توقيع المعاهدة، دعا ستالين الوفد الليتواني للاحتفال ومشاهدة فيلمين معه.  أبلغ أوربشيس الحكومة الليتوانية بتوقيع المعاهدة في صباح يوم 11 أكتوبر فقط - في الوقت الذي نشرت فيه وكالة الأنباء السوفييتية تاس المعاهدة بالفعل. 

## الأحكام

تم التنازل عن حوالي خمس منطقة فيلنيوس (البرتقالي الداكن) إلى ليتوانيا في مقابل أربع قواعد عسكرية سوفييتية (مميزة بالنجوم) وفقًا لمعاهدة المساعدة المتبادلة

### مواد المعاهدة
تضمنت معاهدة المساعدة المتبادلة تسعة مواد: 
- المادة الأولى: نقل منطقة ومدينة فيلنيوس إلى ليتوانيا
- المادة الثانية: المساعدة المتبادلة في حالة الهجوم
- المادة الثالثة: يقدم الاتحاد السوفييتي المساعدة للجيش الليتواني من حيث الذخائر والمعدات
- المادة الرابعة: الاتحاد السوفييتي يحصل على حق تمركز قواته في ليتوانيا. ومن المقرر أن يتم تحديد مواقع القواعد بموجب معاهدة منفصلة.
- المادة الخامسة: الإجراءات المنسقة في حالة وقوع هجوم
- المادة السادسة: الاتفاق على عدم الاشتراك في تحالفات ضد الطرف الآخر
- المادة السابعة: لا تتأثر السيادة بهذه المعاهدة
- المادة الثامنة: المواد من الثانية إلى السابعة صالحة لمدة 15 عامًا مع تمديد تلقائي لمدة 10 سنوات أخرى (لاحظ أن نقل فيلنيوس دائم)
- المادة التاسعة: تاريخ السريان

كما تضمنت المعاهدة ملحقًا سريًا، ينص على أن السوفييت يمكنهم نشر ما يصل إلى 20 ألفًا فقط من قواتهم. 

### موقع القوات السوفيتية
لم تحدد المعاهدة الموقع الدقيق للقواعد السوفيتية، وتم إرسال وفد سوفيتي مكون من 18 عضوًا، بقيادة ميخائيل كوفاليوف، إلى ليتوانيا لمناقشة التفاصيل في 22 أكتوبر  سعى الليتوانيون إلى حصر القواعد السوفيتية في منطقة فيلنيوس وجنوب ليتوانيا، فعرضوا بابرادي ونيمينسينه وناوجوجي فيلنيا وأليتس.  اعتبروا إنشاء قاعدة في ساموغيتيا (غرب ليتوانيا) أسوأ نتيجة ممكنة.  كان الليتوانيون يفضلون قواعد أقل عددا، ولكن أكبر حجما، ولا تحتوي على مدارج دائمة للطائرات. اقترح السوفييت في البداية أن تكون قواعدهم في فيلنيوس، كاوناس، أليتوس، أوكميرج، وشياولياي.  تم توقيع الاتفاق النهائي في 28 أكتوبر، وهو نفس اليوم الذي دخل فيه الجيش الليتواني إلى فيلنيوس. قبل يوم واحد، تم تحديد الحدود الجديدة لشرق ليتوانيا باتفاق آخر: تلقت ليتوانيا 6,739 كـم2 (2,602 ميل2) من الأراضي التي يبلغ عدد سكانها حوالي 430,000 نسمة.  شملت المنطقة حوالي خُمس منطقة فيلنيوس المعترف بها لليتوانيا بموجب معاهدة السلام السوفيتية الليتوانية عام 1920؛ وبلغ عدد سكان ليتوانيا حوالي 3.8 مليون نسمة. 
وبموجب الاتفاق النهائي، سيتم إنشاء أربع قواعد عسكرية في ليتوانيا تضم 18,786 عسكريًا من فيلق البنادق الخاص السادس عشر والفرقة الخامسة للبنادق ولواء الدبابات الخفيفة الثاني.  كان من المقرر أن تقع القواعد في أليتس (وحدات المشاة والمدفعية والوحدات الميكانيكية التي تضم 8000 جندي)، وبريناي (وحدات المشاة والمدفعية التي تضم 2500 جندي)، وجازيوناي (وحدات ميكانيكية ودبابات تضم 3500 جندي)، وفي ناوجوجي فيلنيا (المقر الرئيسي ووحدات المشاة والمدفعية التي تضم 4500 جندي).  للمقارنة، في الأول من يونيو 1940، كان الجيش الليتواني يضم 22,265 جنديًا و1728 ضابطًا.  بينما كانت قواعد الطائرات في أليتوس وجازيوناي قيد الإنشاء، كان من المقرر أن تتمركز الطائرات السوفيتية في كيرتيماي في فيلنيوس.  أظهر الموقع النهائي للقواعد أن السوفييت كانوا أكثر اهتمامًا بتطويق كاوناس، العاصمة المؤقتة، من الدفاع عن البلاد ضد هجوم أجنبي محتمل. 

## العواقب

### ردود الفعل الدولية والمحلية
تم تقديم المعاهدة كدليل على احترام الاتحاد السوفييتي للدول الصغيرة  وكرم ستالين من خلال الدعاية السوفييتية.  وأكد الروس أن هذه كانت المرة الثانية التي يسلم فيها الاتحاد السوفييتي فيلنيوس إلى ليتوانيا  بينما فشلت عصبة الأمم في التوسط في النزاع البولندي الليتواني.  كما عمل السوفييت على طمأنة الليتوانيين بأن الصداقة السوفييتية تشكل حماية فعالة من العدوان النازي وبديلاً مرحبًا به له.  احتجت الحكومة البولندية في المنفى رسميًا على المعاهدة لأنها لم تعترف بالغزو الروسي وادعت السيادة على أراضي الجمهورية البولندية الثانية.  أجاب الليتوانيون أن المنطقة كانت قانونيًا جزءًا من ليتوانيا.  استاء البولنديون من عملية النقل، وبمجرد مغادرة الجيش السوفييتي لمدينة فيلنيوس، اندلعت أعمال شغب متهمة الليتوانيين بالخيانة.  كما أدانت فرنسا وبريطانيا العظمى، الحليفتان التقليديتان لبولندا، المعاهدة أيضًا.   اعتقل الناشطين البيلاروسيين الذين طالبوا بضم فيلنيوس إلى جمهورية بيلاروسيا الاشتراكية السوفيتية، أو ترحيلهم، أو إعدامهم من قبل السلطات السوفيتية. وقد أدى هذا النقل إلى إحباط تطلعاتهم الوطنية لوضع بيلاروسيا كخليفة لدوقية ليتوانيا الكبرى السابقة.  كان من المتوقع أن تتحسن العلاقات الليتوانية مع الفاتيكان لأن سبب التوتر هو أن منطقة فيلنيوس المخصصة لبولندا بموجب اتفاقية عام 1925، أصبحت الآن تحت السيطرة الليتوانية. 
سعى السياسيون الليتوانيون إلى إظهار استعادة فيلنيوس باعتبارها انتصارًا دبلوماسيًا كبيرًا. استخدم الاتحاد القومي الليتواني، الحزب السياسي الحاكم في ليتوانيا منذ انقلاب عام 1926، الاحتفالات بعودة المدينة لزيادة مكانته وشعبيته.  وأكدت الحكومة على كفاءتها، وأكدت المعارضة على الكرم السوفييتي.  في حين أشاد الساسة علنًا بالاتحاد السوفييتي إلا أنهم في السر أدركوا أن هذه المعاهدة تشكل تهديدًا خطيرًا لاستقلال ليتوانيا.  وانعكس الموقف الشعبي في الشعار المعروف "Vilnius – mūsų, Lietuva – rusų" (فيلنيوس لنا، لكن ليتوانيا لروسيا).  بعد توقيع المعاهدة، فقدت ليتوانيا حيادها ولم تعد قادرة على تنفيذ سياستها الخارجية بشكل مستقل.   على سبيل المثال، لم تتمكن ليتوانيا من دعم فنلندا عندما اندلعت حرب الشتاء بعد أن رفضت فنلندا معاهدة مماثلة للمساعدة المتبادلة اقترحها الاتحاد السوفييتي.  في السياسة الدولية، أصبحت ليتوانيا دولة تابعة للاتحاد السوفييتي. 

### في منطقة فيلنيوس

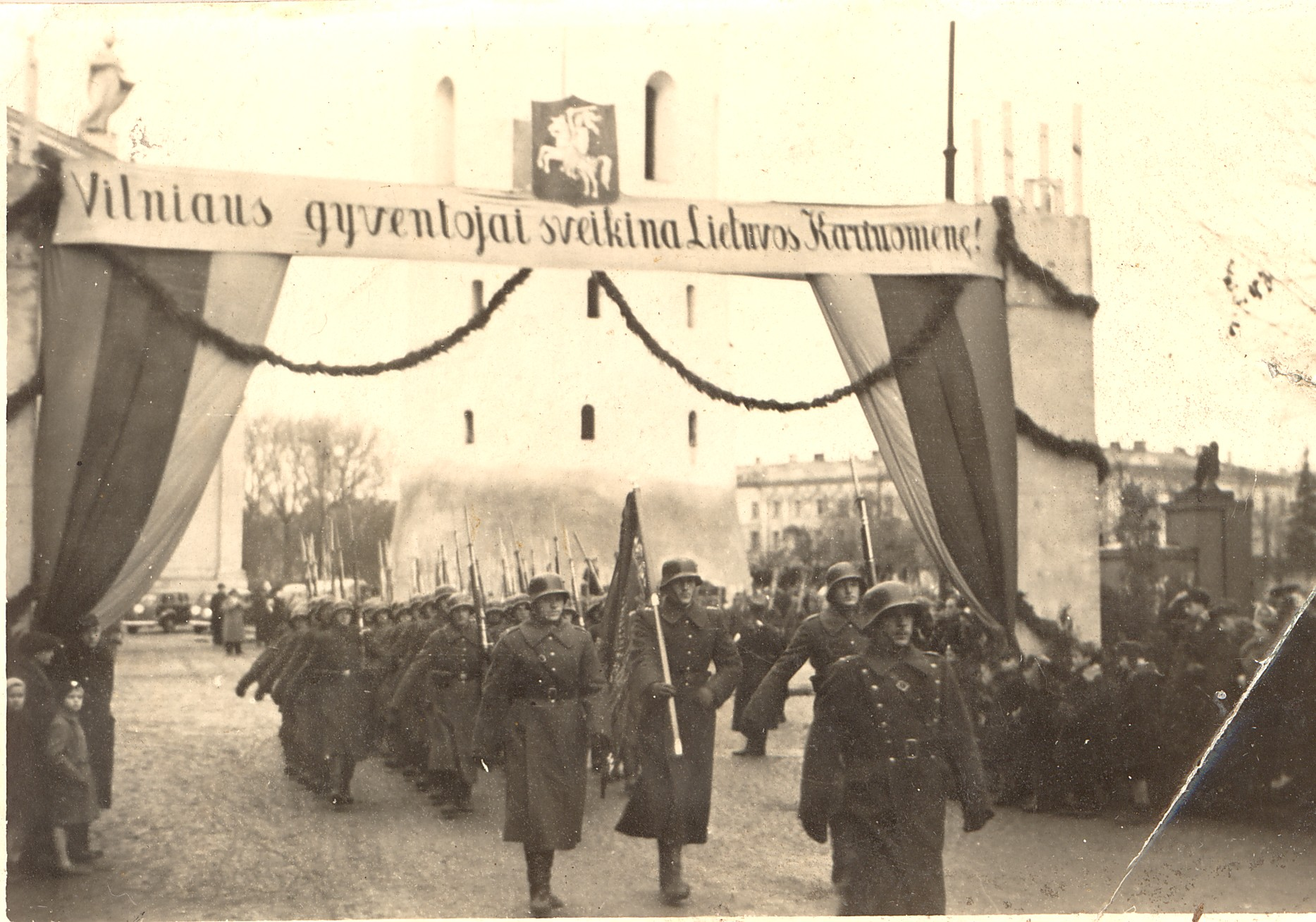
القوات الليتوانية تدخل فيلنيوس.

في 28 أكتوبر/تشرين الأول، دخل الجيش الليتواني إلى فيلنيوس لأول مرة منذ عام 1920. قبل تسليم المدينة إلى الليتوانيين، سرق السوفييت جميع الأشياء الثمينة ونقلوها إلى الاتحاد السوفييتي: المعدات من المصانع (بما في ذلك إلكتريك) والمستشفيات، والمركبات والقطارات، والأشياء الثقافية من المتاحف والمكتبات.  بعد رحيل القوات الروسية، احتج السكان البولنديون ضد الحكومة الليتوانية، معتبرين الصفقة خيانة لبولندا.  في الفترة من 30 أكتوبر إلى 1 نوفمبر، عندما ارتفع سعر الخبز فجأة، تحولت الاشتباكات بين الشيوعيين المحليين والبولنديين إلى أعمال شغب ضد السكان اليهود.  تمت مداهمة العديد من المتاجر اليهودية وأصيب حوالي 35 شخصًا.  واتهم اليهود الشرطة الليتوانية بالتقاعس والتعاطف مع مثيري الشغب البولنديين.  ساعد الجنود السوفييت، دون دعوة من الحكومة الليتوانية، في قمع أعمال الشغب. 
شكلت المنطقة تحديًا اقتصاديًا لليتوانيا: كانت البطالة متفشية، وكان الغذاء في نقص، وكانت الأشياء الثمينة تُسرق من قبل الجيش السوفييتي، وكان لاجئو الحرب يتجمعون من الأراضي البولندية السابقة الأخرى.  ومن المقرر أن يقدم الجيش الليتواني ما يصل إلى 25 ألف حصة يومية من الحساء الساخن والخبز لسكان فيلنيوس. قامت الحكومة الليتوانية بتبادل الزلوتي البولندي بالليتاس الليتواني بسعر مناسب، فخسرت أكثر من 20 مليون ليتاس.   قررت الحكومة الليتوانية تنفيذ إصلاح زراعي مماثل للإصلاح الزراعي الذي تم تنفيذه في عشرينيات القرن العشرين.  سيتم تأميم الأراضي الكبيرة وتوزيعها على الفلاحين الذين لا يملكون أرضًا مقابل رسوم استرداد يتم دفعها على مدى 36 عامًا. وكان السياسيون يأملون أن يؤدي هذا الإصلاح إلى إضعاف ملاك الأراضي المؤيدين لبولندا، وكسب ولاء الفلاحين للدولة الليتوانية. بحلول مارس 1940، تم توزيع 90 عقارًا و23,000 هكتارًا.  شرع الليتوانيون في "إعادة إضفاء الطابع الليتواني" على الحياة الثقافية في منطقة فيلنيوس. قاموا بإغلاق العديد من المؤسسات الثقافية والتعليمية البولندية، بما في ذلك جامعة ستيفان باتوري التي تضم أكثر من 3000 طالب.  سعى الليتوانيون إلى إدخال اللغة الليتوانية في الحياة العامة وقاموا برعاية المنظمات والأنشطة الثقافية الليتوانية.

### في ليتوانيا
تسبب مستقبل منطقة فيلنيوس في حدوث احتكاكات بين القادة السياسيين والعسكريين في ليتوانيا. عندما تحركت القوات السوفيتية الأولى إلى ليتوانيا في 14 نوفمبر استقالت الحكومة، التي كانت تضم أربعة جنرالات.  تم تشكيل حكومة مدنية جديدة بقيادة رئيس الوزراء المثير للجدل أنتاناس ميركيس في 21 نوفمبر  كان الليتوانيون حريصين على اتباع المعاهدة حرفيًا وعدم تقديم أي أعذار لموسكو لتتهمهم بانتهاك المعاهدة.  في البداية، وبسبب التأخير بسبب حرب الشتاء،  لم يتدخل السوفييت في الشؤون الداخلية لليتوانيا  وكان الجنود السوفييت يتصرفون بشكل جيد في قواعدهم.  بدأت الحكومة الليتوانية مناقشة خياراتها وما يمكن القيام به للتحضير للاحتلال المستقبلي. وعلى الرغم من القرارات المختلفة، لم يتم إنجاز أي شيء ملموس.  لم يكن لدى ليتوانيا أي ثقل موازن للنفوذ السوفييتي: كانت قواتها صغيرة، وكانت ألمانيا في الواقع حليفة لروسيا، وتم احتلال بولندا، وكانت لدى فرنسا وبريطانيا قضايا أكبر في أوروبا الغربية.  بعد انتهاء حرب الشتاء، وجه الاتحاد السوفييتي اهتمامه إلى دول البلطيق. 
بعد أشهر من الدعاية المكثفة والضغوط الدبلوماسية، أصدر السوفييت إنذارًا نهائيًا في 14 يونيو 1940 - وهو نفس اليوم الذي تركز فيه انتباه العالم على سقوط باريس خلال معركة فرنسا.  اتهم السوفييت ليتوانيا بانتهاك المعاهدة واختطاف الجنود الروس من قواعدهم.  وطالب السوفييت بتشكيل حكومة جديدة تلتزم بمعاهدة المساعدة المتبادلة، والسماح لعدد غير محدد من القوات السوفييتية بدخول ليتوانيا.  مع وجود القوات السوفيتية بالفعل في البلاد، كان من المستحيل شن مقاومة عسكرية.  استولى السوفييت على المؤسسات الحكومية، ونصبوا حكومة جديدة موالية لهم، وأعلنوا عن إجراء انتخابات لمجلس الشعب. دمجت جمهورية ليتوانيا الاشتراكية السوفيتية المعلنة في الاتحاد السوفيتي في 3 أغسطس 1940. 